# NK Dobra Sveti Petar
NK Dobra je nogometni klub iz Svetog Petra kod Ogulina. Klub je osnovan 1974. godine.
Trenutačno se natječe se u 1. ŽNL Karlovačkoj.